# 城の下通
城の下通（しろのしたどおり）は兵庫県神戸市灘区の町名。現行行政地名は城の下通一丁目から城の下通三丁目。
令和2年国勢調査（2020年10月1日）における世帯数600、人口1,292、うち男性614人、女性678人
。郵便番号は657-0804。

## 地理
灘区西部に位置する。
東は北から順に箕岡通、高尾通、五毛通、国玉通、南は上野通、西は西郷川を隔て青谷町、北は西から順に原田、上野。東から順に一～三丁目が置かれる。

## 歴史
旧・上野字城の下・大日上（だいにちのうえ）・己起（みおこし）・番ノ内・四町田（よまちだ）・野々道・芋ヶ谷・千ヶ谷・九郎兵衛新田などから成立した。

### 地名の由来
『神戸の町名』によれば、元弘3年（1333年）、赤松則村が大塔宮護良親王の命で挙兵し、一気に京へ攻め上り六波羅探題を打破した時に、城とした摩耶山の下という意味で城の下という字名がついた。

## 施設
- 兵庫県立神戸高等学校